# Буріння

Буріння свердловини у стародавньому Китаї (гравюра з енциклопедії «Тянь гун кай у», 1637 р.).

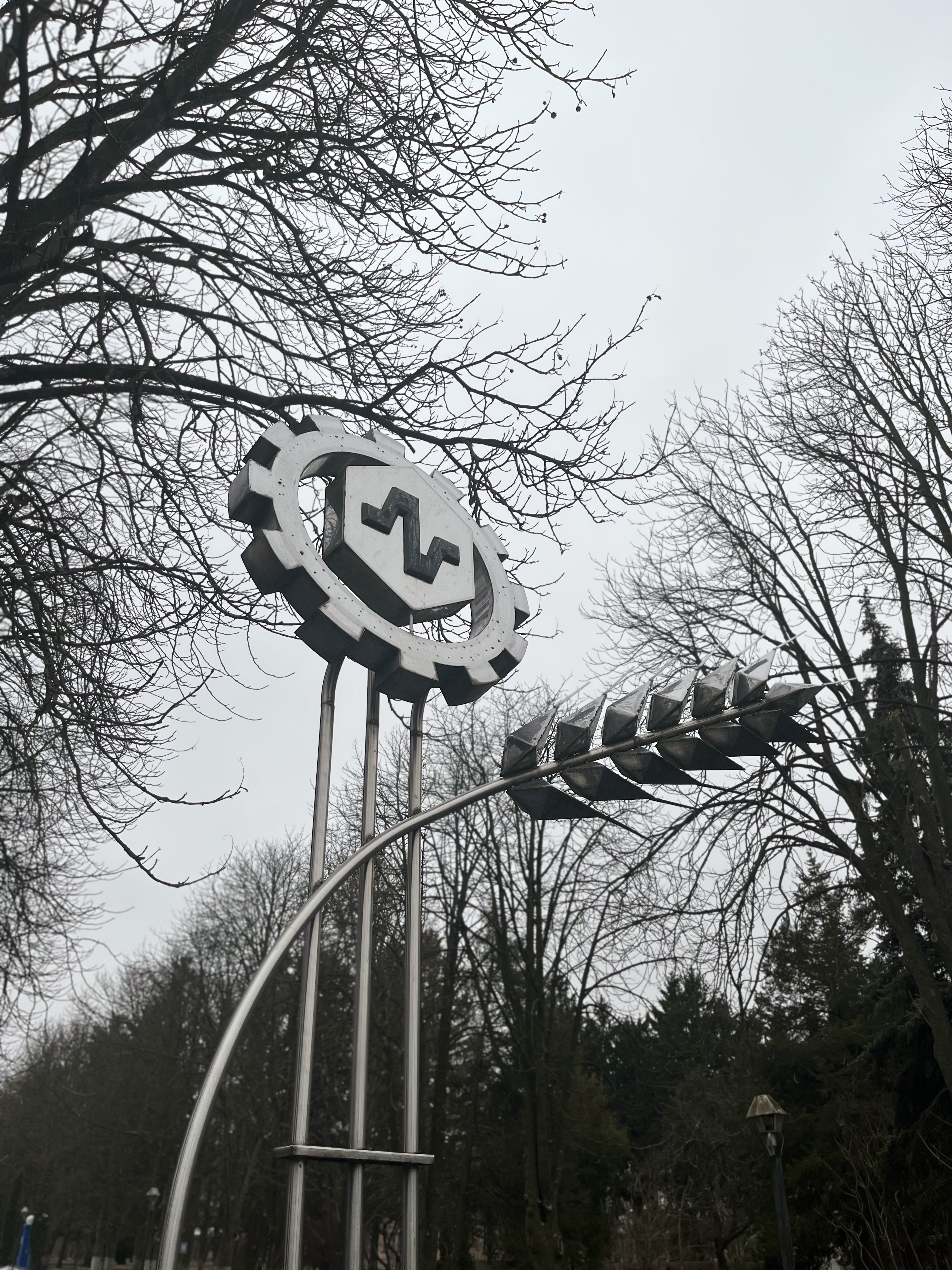
Стела із зображенням процесу буріння в Давньому Єгипті

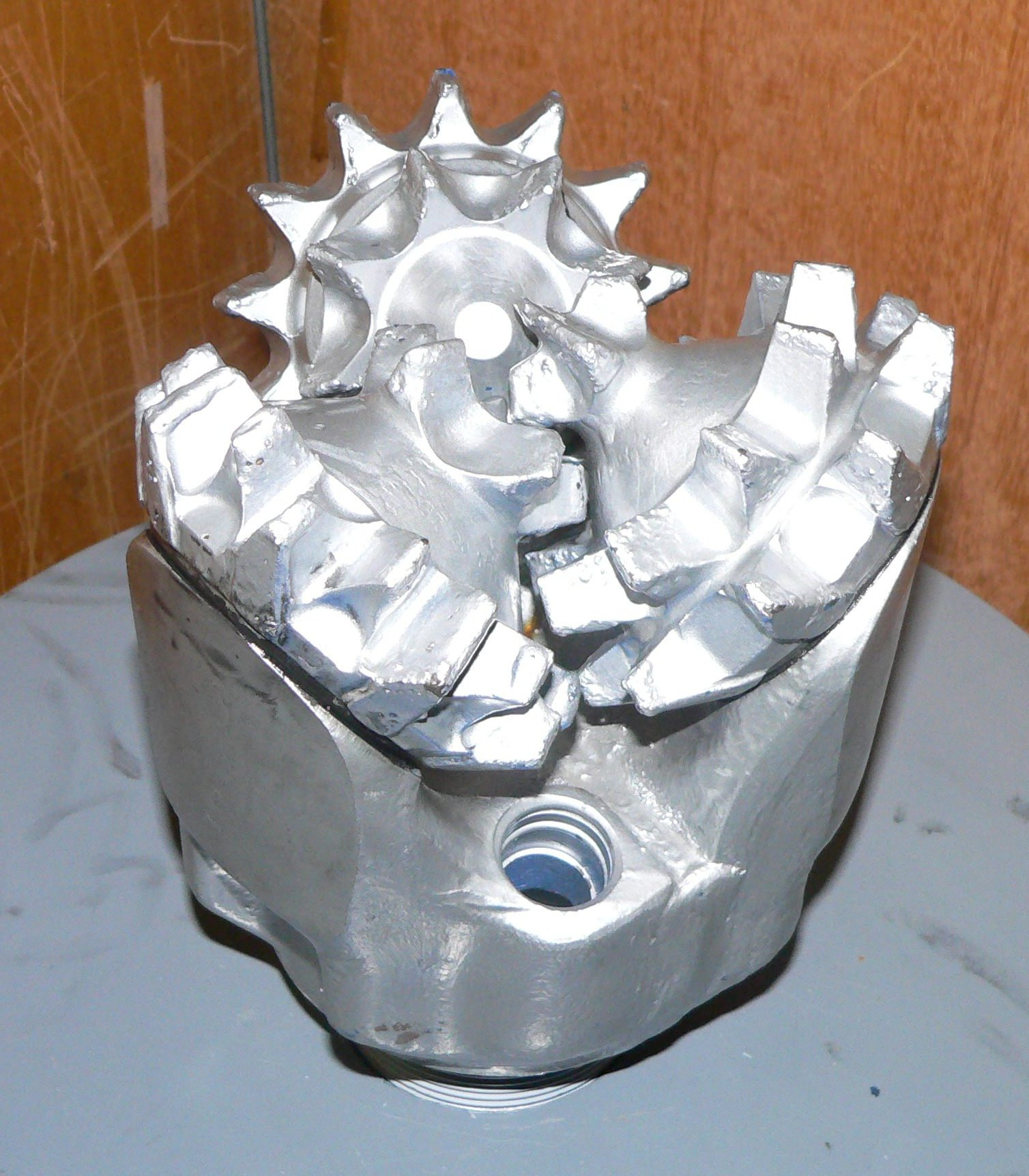
Тришарошкове долото

Буріння (англ. drilling, boring; нім. Bohren, Bohrarbeit) — створення бурової свердловини, шахтного стовбура, або шпуру руйнуванням гірських порід, буріння шпурів у штучних матеріалах (наприклад, у бетоні).

## Загальна характеристика
Буріння широко використовується у господарській діяльності людини:
- 1. Для пошуково-розвідувальних робіт та видобування нафти і газу.
- 2. Для видобування солоних розчинів і мінеральної води.

Видобування солоної води за допомогою свердловин є найдрев-нішим способом використання буріння. Більшість мінеральних вод, які використовуються у лікувальних цілях, видобуваються зі свердловин.
- 3. Для одержання питної води.

Видобування питної води — це один із найдревніших способів застосування буріння. У 1126 році почали буріння свердловин для експлуатації підземних вод у провінції Артуа у Франції (артезіанські свердловини). В Україні багато регіонів користується питною водою зі свердловин. Наприклад, у Полтаві вся вода для забезпечення населення добувається зі свердловин. У Полтавській області підземні води придатні для пиття і залягають до глибини 1000 м.
- 4. Для закачування і відбирання природного газу та нафти у підземні сховища.

Одне з найбільших в Україні підземних сховищ газу розташоване біля Диканьки (Полтавська обл.) у відпрацьованому газовому покладі.
- 5. Для закачування пари при шахтному видобутку нафти.

Наприклад, із штольні, яка прокладена над продуктивним пластом, бурять свердловини, через які закачують пару у пласт, а зі штольні, що проходить під пластом, бурять свердловини, з яких отримують нафту.
Закачування пари у пласт через спеціально пробурені свердловини широко використовується в долині Сан-Хоакін у Каліфорнії (США), в районі озера Маракайбо у Венесуелі та нафтових пісках Альберти, Канада. Спочатку пара закачується у свердловину при температурі від 300 ºС до 340 ºС. Потім свердловину залишають на кілька днів або тижнів, щоб тепло проникло у пласт. Нарешті, гаряча нафта викачується зі свердловини протягом кількох тижнів або місяців. Коли дебіт падає, свердловина проходить ще один цикл нагнітання, витримки та видобутку.
- 6. Для ліквідації газових і нафтових фонтанів.
- 7. Для вивчення геологічної будови землі та проведення геофізичної сейсмічної зйомки.
- 8. Для захоронення відходів виробництва шляхом їх закачування у глибоко залягаючі пласти.

Основний спосіб буріння — механічний, рідше використовують гідравлічний, термічний та інші способи. Буріння застосовують з метою пошуків корисних копалин, видобування нафти, газу, води і розсолів, спорудження шахт тощо. При бурінні гірських порід руйнується на всій площі вибою або тільки по кільцю (колонкове буріння). Глибина буріння визначається його призначенням — декілька метрів — шпури, сотні й тисячі метрів — свердловини. Буріння глибоких свердловин здійснюється буровими установками, буровими верстатами, шпурів — бурильними молотками. Технічні засоби буріння включають також буровий насос або компресор для подачі бурового розчину чи газу, бурильні труби, бурову вежу з талевою системою, противикидне обладнання, контрольно-вимірювальну апаратуру. При механічному бурінні буровий інструмент (бурове долото, бурова коронка, буровий розширювач) діє на гірську породу, руйнуючи її. При бурінні вибухових свердловин у кварцових гірських породах застосовують термічне буріння (струменем полум'я).
Буріння розвивається і спеціалізується в трьох основних галузях гірничої справи:
• видобуток рідких і газоподібних корисних копалин,
• пошук і розвідка корисних копалин,
• видобуток твердих корисних копалин вибуховим способом.

## Класифікація способів буріння
Механічні способи буріння за методом впливу інструмента на вибій поділяють на: обертальне і ударне, ударно-поворотне і обертально-ударне, вібраційне буріння.
За типом породоруйнівного інструмента розрізнюють шнекове, шарошкове, алмазне буріння, дробове тощо, за типом бурової машини — перфораторне, пневмоударне, гідроударне, роторне, турбінне, електричне тощо.
За напрямком і методом проведення свердловин — кущове, вертикальне, похилоскероване, багатовибійне та ін.

### Застосування способів буріння
Застосування того чи іншого способу буріння визначається наступними основними умовами:
- 1. Ударно-канатне буріння, яке зараз використовується дуже рідко, рекомендується застосовувати для розвідки різних пухких порід, скельних і напівскельних, а також у тих випадках, коли не потрібно вивчати структуру та механічні властивості порід.
- 2. Ударно-обертальне буріння, що також застосовується лише в окремих випадках, можна застосовувати, як і ударно-канатне, лише у пухких породах.
- 3. Колонкове буріння широко використовують у скельних, напівскельних породах, а також у щільних зв'язних та в пухких породах за умови використання глинистої промивки.
- 4. Вібраційний метод буріння може бути ефективним для проходки пухких порід, які не містять значних домішок великоуламкового матеріалу. Застосування його зазвичай обмежене вивченням фізико-механічних характеристик порід у природному стані.
- 5. Шнекове буріння є також досить продуктивним, але воно не забезпечує точної характеристики розрізу. Його слід застосовувати у випадках, коли необхідно розкрити забій на більш або менш значну глибину без докладного вивчення порід.
- 6. Роторне буріння загалом має ті самі переваги і недоліки, що і шнекове, але з економічних міркувань воно застосовується лише за великих діаметрів свердловин (більше 250 мм) і їх значних глибин (більш ніж 100 м).

Ударно-канатне, вібраційне, шнекове та ударно-обертальне буріння за необхідності вивчення механічних властивостей порід у природному стані слід супроводжувати відбором монолітів порід за допомогою ґрунтоносів.
Початкові діаметри буріння визначаються заданою величиною кінцевого діаметра свердловини, а також кількістю змін діаметра інструмента за її глибиною. За необхідності відбору монолітів кінцевий діаметр свердловини повинен бути не менше 115 мм, а без їх відбору — 75 мм. Під час буріння в породах, які не забезпечують стабільності стінок свердловини, останні закріплюють обсадними трубами, що гарантує чітке розчленування пройденої товщі за складом і станом порід.
У разі буріння з обсадкою в породах, що містять великоуламковий матеріал, кінцевий діаметр свердловини, залежно від величини уламків, повинен бути не меншим за 115—155 мм. Під час буріння свердловин, призначених для проведення дослідних робіт, може виникнути потреба в кінцевому діаметрі до 300 мм і більше. В окремих випадках для візуального вивчення пройденої товщі свердловини проходять діаметром 1000—1350 мм.
Початкові діаметри труб, залежно від глибини буріння, можуть бути такими: до 20–25 м — діаметр 111—131 мм, а глибшому — 151 мм, інколи — до 189 мм.
Під час ударно-канатного буріння руйнування породи на забої проводиться ударами наконечника, підвішеного на канаті. В якості наконечника у пухких породах застосовують буровий стакан, у щільних — желонку, а у скельних та напівскельних породах — долото. Наконечник повинен бути важким за рахунок ударної штанги.
Очистку вибою свердловини від шламу проводять желонкою. Зразки порід під час ударно-канатного буріння відбирають з бурового стакана або з желонки. В останньому випадку структурні властивості порід можуть бути повністю порушеними.
Процес ударно-обертального буріння складається з: руйнування породи на забої шляхом ударів бурового наконечника з одночасним його обертанням; видалення продуктів руйнування із свердловини та подальшого просування бурового інструменту; забезпечення стабільності стінок пройденої ділянки свердловини.
Під час обертального буріння у щільних породах за наконечник використовують ложку (переважно у породах напівтвердої й більш-менш тугопластичної консистенції) або змійовик (переважно у породах м'якопластичної і частково тугопластичної консистенції), які несуть вертикальне навантаження ваги колони штанг.
Під час колонкового буріння руйнування породи на забої проводять прорізанням кільцевого каналу за допомогою обертання коронки колонкової труби. При цьому у центральній частині забою утворюється непорушений стовпчик породи — керн, який відривають від масиву і підіймають із інструментом на поверхню для вивчення.
Промивання свердловини глинистим розчином забезпечує як підтримку стабільності стінок свердловини, так і видалення шламу зі свердловини. Буровий розчин повинен відповідати наступним вимогам:
• утворювати тонку (0,5–1,0 мм) щільну корку на стінках свердловини для запобігання поглинання промивної рідини;
• забезпечувати належну вагу стовпчика рідини у свердловині для підтримки в ній рівноваги за допомогою гідростатичного тиску;
• забезпечувати мінімальний вміст вільної води в суспензії задля запобігання набухання глин у стінках свердловини;
• мати належну в'язкість і суспензійний характер для забезпечення повного виносу шламу і недопущення осадження останнього (зашламування) у разі припинення циркуляції рідини;
• забезпечувати одержання якісних зразків перебурених порід.
Зазначені вимоги можна задовольнити в тих випадках, коли глина, що використовується для приготування промивного розчину, має високу дисперсність (як, наприклад, бентонітові глини), тиксотропність (здатність деяких гелів переходити у золі і твердіти) і не містить значної кількості мінеральних фракцій, більших ніж 0,005 мм. Контроль за якістю глинистого розчину і за його властивостями під час буріння встановлюється лабораторними методами. При цьому визначаються такі його параметри: в'язкість, щільність, водовіддача, вміст фракцій, більших за 0,005 мм, добовий відстій, товщина глинистої корки, опір зсуву, стабільність суспензії, вміст газів, температура, кислотно-лужні показники (рН).
Замість промивки забою застосовується також продування його стиснутим повітрям. Продування має наступні переваги перед промивкою:
• виключаються додаткове зволоження, розмивання керну і вибою;
• суттєво зменшуються ускладнення, що виникають у разі раптової втрати промивної рідини або переривання її циркуляції (зашламування тощо);
• не потрібна доставка води до свердловин;
• виключається можливість забруднення і зволоження шламу, а також змішування різновидів шламу, винесеного з різних горизонтів.
Продування забою найбільш доцільно проводити у свердловинах, які не містять воду в рідкому стані. Воно особливо ефективне у багаторічних мерзлих, сильно кавернозних, тріщинуватих або легко розмивних породах; у посушливих і безводних районах; за необхідності точної фіксації положення водоносних горизонтів.
Під час продування можна застосовувати бурові станки і колонкові труби будь-якої конструкції, обладнані контрольно-вимірювальною апаратурою, індикатором ваги та манометрами. Бурові штанги беруть якомога більшого діаметра (30–63,5 мм) з муфто-замковими з'єднаннями. Штанги діаметром 42 мм застосовуються у виняткових випадках і лише під час буріння на глибину не більше 100 м. Застосовувати штанги з ніпельними з'єднаннями не рекомендується. За глибини буріння до 300 м в трубах діаметром 91–112 мм тиск повітря не повинен перевищувати 6–7 кгс/см2.
Вібраційне буріння ґрунтується на принципі передачі буровому інструменту спрямованих коливань, які створює віброзанурювач. Частота коливань існуючих віброзанурювачів коливається від 1200 до 2000 за хвилину, а амплітуда коливань — від 1,5 до 10 мм. Віброзанурювачі застосовуються у двох модифікаціях: із жорстким кріпленням до бурильних труб і з вільним обпиранням на спеціальну плиту — ковадло, в останньому випадку віброзанурювач називають вібромолотом.
За шнекового способу буріння руйнування породи на забої здійснюється обертовим долотом, а зруйнована порода транспортується із забою на денну поверхню шнеком, що є єдиним гвинтовим транспортером. Геологічна документація під час шнекового буріння ускладнюється через часткове перемішуванням зруйнованої породи в процесі її транспортування шнеками. Проби можна відбирати як під час безперервного, так і під час періодичного поглиблення свердловини. Під час безперервного заглиблення процес буріння і видача вибуреної породи поєднуються.
Під час періодичного поглибленя свердловини буріння проводять з інтервалами, а після кожного інтервалу процес поглиблення припиняють і усю вибурену породу видають обертовими шнеками на денну поверхню. Прив'язку відібраних зразків порід фіксують за глибиною пройденого інтервалу.
Проходку бурових розвідувальних виробок супроводжують ретельним оглядом, випробуванням й описанням піднятих зразків порід.
Під час проходки розвідувальних виробок необхідно проводити систематичні спостереження за часом появи води і за відмітками її рівнів, а під час буріння з промивкою — також за зміною витрати промивної рідини. За наявності газопроявів слід ретельно задокументувати їх глибину та характер.

## Основні закономірності руйнування гірських порід при бурінні
Основний вид деформації, під дією якої породи у процесі буріння руйнуються, – вдавлювання. Розглянемо явища, що відбуваються у породі при дії поступово зростаючого місцевого навантаження, що передається через вершину бурового породоруйнівного інтрументу. Спочатку порода ущільнюється у безпосередній близькості від площі контакту. Потім, коли навантаження досягає критичного значення, у породі утворюється конусоподібна тріщина, вершина якої звернена до тіла, що вдавлюється. При подальшому збільшенні навантаження тріщина продовжує розвиватися у глибину, при цьому утворюється система хаотично розташованих тріщин, порода у вершині конуса роздавлюється у порошок, що передає тиск на всі боки.
Під впливом цього тиску порода продовжує руйнуватися до утворення ямки. Цей процес впровадження бурового інструмента становить один повний цикл руйнування. При подальшому навантаженні процес повторюється. Така циклічність руйнування властива крихким міцним гірським породам. У крихких, але менш міцних гірських породах руйнування також носить циклічний, але менш стрибкоподібний характер. Руйнування маломіцних порід має плавний характер.

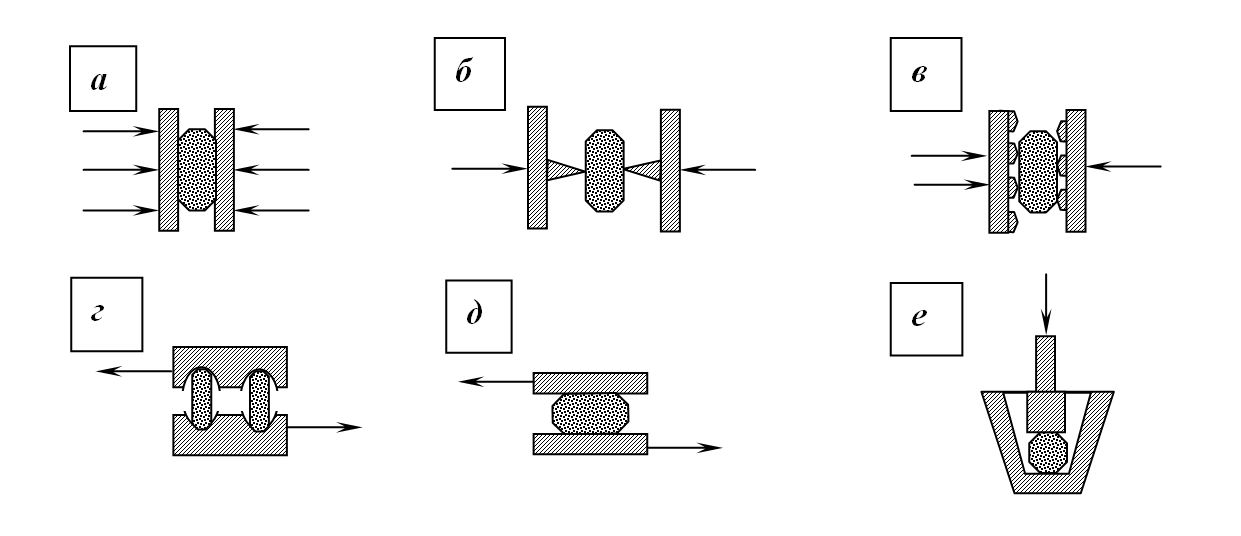
Методи_дроблення. а — роздавлювання; б — розколювання; в — злам; г — зрізання; д — стирання; е — удар.

Дослідженнями встановлено, що внаслідок ударів гірські породи можуть руйнуватися при напругах, менших, від критичних, відповідних межі міцності. Сам механізм руйнування аналогічний до описаного вище. Число ударів по одному і тому самому місцю може бути знач-ним. Зі збільшенням сили удару їх число, необхідне для руйнування, зменшується, і за деякого значення сили руйнування настає після першого ж удару. Таким чином, гірська порода може руйнуватись як при дії статичних, так і динамічних навантажень. Сила удару у процесі динамічного руйнування залежить від навантаження та швидкості її застосування. Ефект руйнування значною мірою залежить від форми твердого тіла, яким руйнують гірську породу. Усі ці та деякі інші чинники впливають на об'ємну роботу руйнування.
Питома контактна робота визначається відношенням повної роботи до площі контакту руйнівного інструмента.
Об'ємна робота руйнування при динамічному вдавлюванні у кі-лька разів вища, ніж при статичному.
Порода на поверхні вибою перебуває в умовах нерівномірного всебічного стиснення, що створюється тиском стовпа бурової промивальної рідини, який заповнює свердловину, та бічним тиском гірсь-ких порід. Загалом, поверхня вибою неоднорідна і шорстка: окремі частинки породи вивищуються над загальним рівнем поверхні. Під дією руйнівного інструмента на породу ці частинки першими сприймають тиск і передають його іншим сусіднім частинкам.
Деякі з них дробляться, інші виламуються, треті майже прямолінійно проштовхуються у напрямку руху руйнівного інструменту.
При бурінні нафтових і газових свердловин основним інструментом, за допомогою якого руйнується гірська порода, є бурове долото.
Зуби долота проникають у породу і руйнують її внаслідок переміщення:
1) поступального зверху вниз під дією навантаження на долото (осьове навантаження), створюваного масою компоновки низу бури-льної колони (КНБК);
2) обертального, що здійснюється ротором (верхнім приводом) за допомогою бурильних труб або вибійним двигуном (гвинтовим, турбобуром, електробуром).
Гірська порода руйнується долотом шляхом різання, сколювання або дроблення. При різанні осьове навантаження діє безперервно і його можна вважати статичним. У процесі сколювання та дроблення прикладене зусилля діє на вибій перервно, що спричиняє додаткові динамічні навантаження (удари) на вибій. Різання може здійснюватися лопатевими долотами. Сколювання відбувається при використанні лопатевих або шарошкових доліт. Дроблення може здійснюватися лише шарошковими долотами. Алмазні долота руйнують породу шляхом стирання та різання.
Найбільшого поширення набули шарошкові долота, які використовують при бурінні порід різної твердості (від м'яких до найміцніщих).
Робота доліт відбувається у рідині або у газі (у тому випадку, коли як буровий промивальний агент застосовують, наприклад, природний газ), що містять уламки вибуреної породи. Шарошки доліт обертаються навколо своєї осі та навколо осі обертання бурильних труб (при бурінні верхнім приводом або ротором) або валу вибійного двигуна. Обертаючись навколо своїх осей, шарошки поперемінно впираються у вибій своїми зубами. При цьому породоруйнуючі елементи шарошки під час обертання то піднімаються, то опускаються, виконуючи численні удари по поверхні вибою.
Зуби шарошки діють на породу і статично, і динамічно. Залежно від форми шарошок і поло-ження їх осей щодо осі долота відбувається або переважно дроблення, або комплексне руйнування дробленням і сколюванням.
Інтенсивність просковзування зубів шарошкового долота оцінюють коефіцієнтом ковзання, який дорівнює відношенню суми площ, описуваних за один оберт долота кромками зубів, ковзаючих по породі, до площі вибою свердловини.
У тому випадку, коли твірні конуси шарошки лежатимуть на миттєвій осі обертання і, отже, перетинатимуться на осі долота, кое-фіцієнт ковзання дорівнює нулю.
Бурова промивальна рідина, що подається на вибій свердловини крізь отвори у долоті, повинна забезпечити очищення шарошок, винесення зруйнованої породи (шламу), охолодження долота і очищення вибою, що виключає вторинне дроблення породи.

## Режими буріння
Режим буріння — поєднання значень основних параметрів буріння:
- частоти обертання,
- осьового тиску на вибій,
- витрати промивного агента,
- глибина та діаметр вибурювальної свердловини.

## Буріння для видобутку рідких, газоподібних і твердих корисних копалин
Є відомості, що в Китаї понад 2 тис. років тому ударним способом бурилися свердловини діаметром 12-15 см і глиб. до 900 м для видобутку соляних розчинів. Буровий інструмент (долото і бамбукові штанги) опускали в свердловину на канатах товщиною 1-4 см, звитих з тростини. Ударний спосіб Б. до появи в кін. XIX ст. роторного Б. практично залишався єдиним. У 1846 франц. інж. Фовелем була уперше успішно пробурена свердловина з очищенням вибою струменем води, що подається насосом з поверхні в порожнисту штангу. У Росії Г. Д. Романовський в 1859 уперше механізував роботи, застосувавши паровий двигун для Б. свердловини поблизу Подольська. Першу свердловину на нафту, пробурену верстатом ударного Б., заклав Дрейк в 1859 (США, шт. Пенсильванія). При Б. свердловин на нафту спочатку отримав розвиток ударний спосіб (Б. штангове, канатне з промиванням вибою).
У кін. 80-х рр. XIX ст. в США в Новому Орлеані (шт. Луїзіана) впроваджується роторне Б. на нафту із застосуванням лопатевих доліт і промиванням вибою глинистим розчином. У 1901 на Бакинських нафтопромислах з'явилися перші електродвигуни, що замінили парові машини. Морська свердловина уперше була пробурена у 1897 р. в Тихому ок. біля о. Сомерленд (шельф Каліфорнійського півострова, США). На поч. XX ст. польським інж. В.Вольським створений швидко-ударний вибійний гідравлічний двигун (таран Вольського) — прототип сучасних гідроударників.
У 1940 в Баку пробурена перша свердловина електробуром, розробленим А. П. Островським і М. В. Олександровим. На поч. 50-х рр. XX ст. в Махачкалі вперше пройдена свердловина великого діаметра (бл. 1 м) реактивно-турбінним способом, що дозволило почати роботи зі спорудження шахтних стовбурів. На поч. 60-х рр. в США Харрісон використав героторний ґвинтовий насос Муано для створення об'ємного двигуна, який застосовують для викривлення свердловини при похило направленому Б. У США в 1975 р. роторним способом пробурена одна з найглибших свердловин у світі — 9583 м. Сучасне Б. свердловин на нафту і газ характеризується збільшенням глибини проходки, різким зростанням загальних обсягів Б. Очікується збільшення обсягу роторного Б. і розширення використання героторних двигунів. Осн. напрями вдосконалення Б. пов'язані з поліпшенням конструкцій доліт, двигунів, бурильних колон, збільшенням проходки долота за рейс, використанням ефективних промивних розчинів, автоматизацією процесу Б., поліпшенням конструкцій свердловин і підвищенням якості їх кріплення.

## Пошуки і розвідка твердих корисних копалин

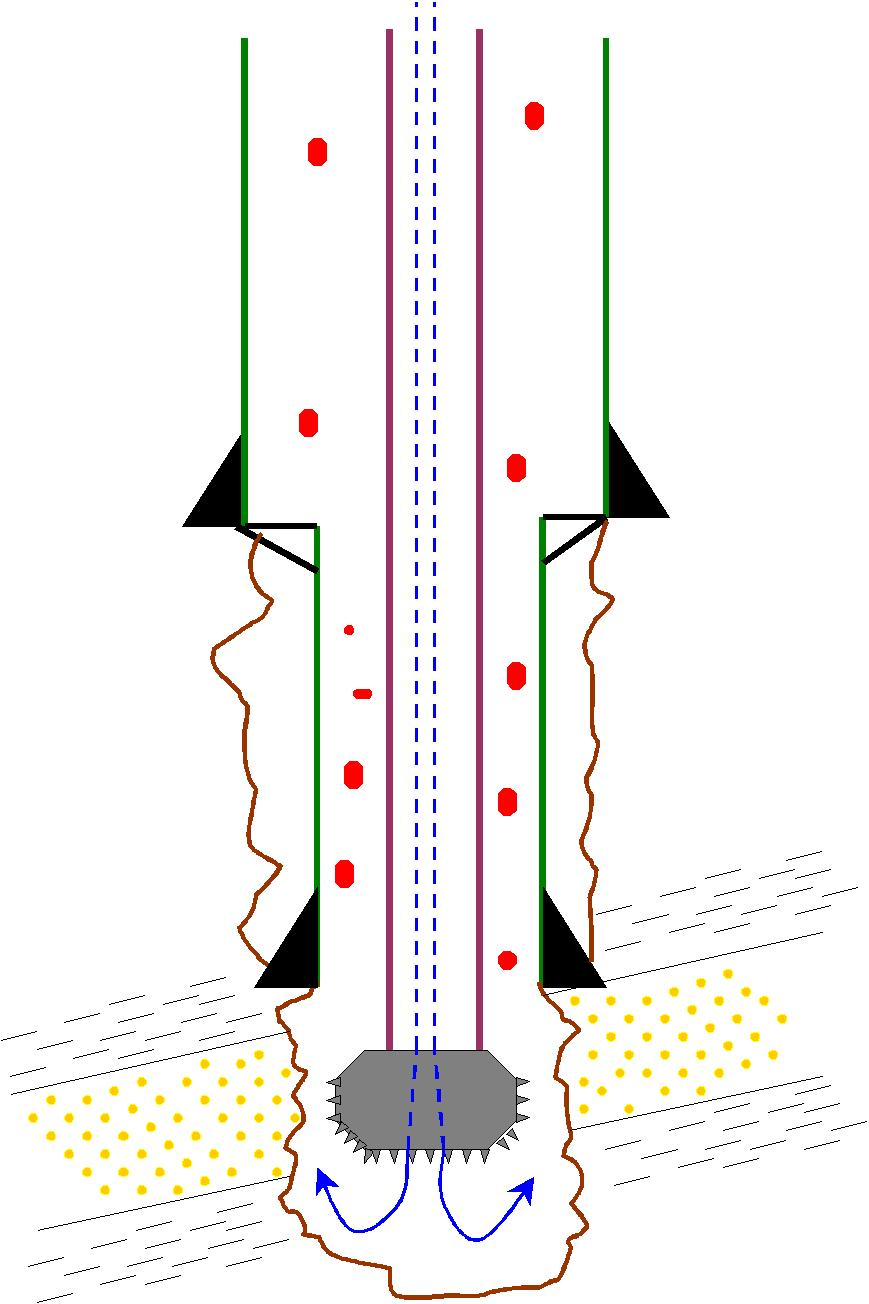
Схема буріння свердловини:
свердловина
бурова колона
бур
буровий розчин
шлам (пульпа)
бурова колона

Розвиток розвідувального Б. на тверді копалини пов'язаний з винаходом швейцарцем Ж.Лєшо алмазного бура (1862). У 1899 амер. інж. Дейвісом запропоноване дробове Б. Розвідувальне Б. на тверді корисні копалини здійснюється в осн. роторним способом, на який припадає бл. 80 % метражу пробурених свердловин. Роботи в галузі розвідувального Б. направлені на збереження керну, що витягується з великої глибини неушкодженим. Вдосконалення технології розвідувального Б. пов'язане з впровадженням Б. снарядами зі знімними керноприймальниками, гідроударного, безкернового — з використанням бічних свердлильних насосів, повною автоматизацією всього процесу Б.

## Буріння вибухових шпурів і свердловин
Машинне буріння шпурів розроблене механіком Г. Гутманом (1683); розвиток його пов'язаний зі створенням бурових машин австралійським інженером Гайншингом (1803) і англ. механіком Травелом (1813). З початку XX ст. впроваджується обертальне буріння електросвердлами. На початку XX ст. на кар'єрі в США вперше використані ударно-канатні бурові верстати. У 1947 в США на кар'єрах перевірений один із перших верстатів для буріння вибухових свердловин шарошечними долотами. Вперше для відбійки руд глибокі вибухові свердловини застосовані в 30-х рр. XX ст. в Кривому Розі та на Кольському п-ові. З того часу починають створюватися машини для підземного буріння свердловин діаметром 60-150 мм і глибиною 10-40 м. У 1938 р. український інженер О. Сидоренко запропонував буріння зануреними бурильними молотками. З 50-х рр. XX ст. створюються самохідні бурові верстати з потужними гідравлічними та пневматичними бурильними молотками. При підземному бурінні на вугільних родовищах значне поширення дістало буріння електросвердлами, а на рудних родовищах — бурильними молотками, зануреними пневмоударниками, шарошечними долотами.

## Питома витрата буріння
Питома витрата буріння (рос. удельный расход бурения, англ. specific boring consumption; нім. spezifischer Verbrauch m des Bohrens) — довжина шпуру (свердловини), що припадає на 1 м3 підірваної гірничої маси, яка виражається у м/м3 і є величиною, оберненою виходу гірничої маси з 1 м свердловини. Використовується при проектуванні та нормуванні буровибухових робіт.

## Швидкість буріння
ШВИДКІСТЬ БУРІННЯ КОМЕРЦІЙНА — показник, що характеризує темпи проведення робіт із буріння та кріплення свердловини. При плануванні та обліку її визначають за метою буріння, за видами корисних копалин, за площами. Вона є основою при плануванні обсягів бурових робіт, матеріально-технічних ресурсів, фінансування, при нормуванні тощо.
ШВИДКІСТЬ БУРІННЯ МЕХАНІЧНА — показник, що характеризує темп
руйнування гірської породи й залежить від її особливостей, типу долота, режиму буріння, використаного обладнання й
вибійного двигуна, параметрів промивної рідини та кваліфікації бурильника.
ШВИДКІСТЬ БУРІННЯ РЕЙСОВА — показник, що
характеризує ефективність роботи долота й показує темп
заглиблення стовбура свердловини за час механічного буріння та спуско-підіймальних операцій.
ШВИДКІСТЬ ЦИКЛОВА В БУРІННІ — показник, що характеризує
темп будівництва окремої свердловини або в середньому в
цілому по підприємству показує ступінь організації й
управління буровими роботами по всьому циклу будівництва
свердловини, а також ступінь удосконалення й освоєності
техніки і технології будівництва свердловин.

## Контроль, телеметрія і автоматизація процесу буріння

Телеметрична система геонавігації при бурінні свердловин

Поточний контроль параметрів процесу буріння свердловини здійснюється в основному за допомогою таких приладів: індикатора ваги, манометра, Моментоміри, тахометра, а так же приладів для вимірювання механічної швидкості і проходки і ін.
При бурінні похило-скерованих та горизонтальних свердловин застосовується спеціальна телеметрична система геонавігації при бурінні свердловин.
Автоматичний спосіб керування процесом буріння передбачає, як правило, стабілізацію одного з режимних параметрів — осьового навантаження на долото. Одним із перших пристроїв подачі долота був автомат ХЕМЗ Харківського електромеханічного заводу, перші зразки якого були впроваджені у виробництво в 1936 році.

### Система 𝗖𝗲𝗿𝗲𝗯𝗿𝗼™
Система 𝗖𝗲𝗿𝗲𝗯𝗿𝗼™ — інноваційна технологія, що дозволяє отримувати дані про продуктивність процесу буріння безпосередньо від бурового долота. Система може ідентифікувати такі види знакоперемінних навантажень, як: бокові та осьові вібрації (lateral and axial vibration), спротив скручуванню (torsional resistance), вихровий рух бурильної колони (whirl), крутильні коливання (stick-slip). Cerebro™ встановлюється в долота PDC компанії Hulliburton та зазвичай використовується при бурінні похило-скерованих свердловин та при бурінні твердих порід, але унікальний дизайн дозволяє адаптувати її для інших типів доліт. Всі отримані дані можуть бути оброблені спеціальним програмним забезпеченням та використані для оптимізації КНКБ та більш ефективного підбору доліт.

## Статті про окремі різновиди буріння
| - алмазне буріння - шарошкове буріння - багатовибійне буріння - вирізування другого стовбура - гідромеханічне буріння - горизонтально направлене буріння - глибоке буріння - глибоководне буріння - надглибоке буріння - буріння другого стовбура - кущове буріння - Радіальне буріння | - морське буріння - обертальне буріння - обертально-ударне буріння - параметричне буріння - підземне буріння - похило-скероване буріння - пневмо-ударне буріння - реактивно-турбінне буріння - розвідувальне буріння - роторне буріння - термічне буріння | - турбінне буріння - турбінно-роторне буріння - ударне буріння - ударно-канатне буріння - ударно-обертове буріння - шнекове буріння - колонкове буріння - картувальне буріння - опорне буріння - шарошкове буріння - вогняне буріння - Буріння з екологічно чистим проникненням |